# Theo de Jong (Fußballspieler)
Theodorus Jacob „Theo“ de Jong (* 11. August 1947 in Leeuwarden, Niederlande) ist ein ehemaliger niederländischer Fußballspieler, der seit 1986 als Trainer arbeitet. Mit der Nationalmannschaft wurde er als Spieler Vizeweltmeister 1974, mit Feyenoord Rotterdam gewann er im selben Jahr den UEFA-Pokal.

## Vereinskarriere
De Jong wuchs zunächst in Leeuwarden auf, zog aber mit sieben Jahren mit seinen Eltern nach Amsterdam. Hier durchlief er die Jugendmannschaften von Blauw-Wit und spielte schließlich in deren erster Mannschaft in der Eerste Divisie. 1970 wechselte er in die Eredivisie zum NEC nach Nijmegen. Unter Trainerlegende Wiel Coerver entwickelte der im Mittelfeld oder als Linksaußen einsetzbare Allrounder sich schnell zu einem der besten Spieler seiner Mannschaft. Er war „stark, schnell, technisch begabt und verfügte über eine exzellente Schusstechnik,“ Lex Schoenmaker nannte ihn später ein „Laufwunder“. In 31 Saisonspielen erzielte er 15 Tore, in seiner zweiten Spielzeit noch fünf Tore in 26 Spielen, bevor er sich im Frühjahr 1972 verletzte und bis Saisonende ausfiel.
Dennoch wechselte der Neu-Nationalspieler für eine Ablösesumme von 500.000 Gulden zu Feijenoord. In das Team von Trainer Ernst Happel – mit Wim Jansen, Wim Rijsbergen, Wim van Hanegem, Dick Schneider und Lex Schoenmaker – integrierte er sich schnell und verdrängte Routinier Franz Hasil aus der Stammelf. Im UEFA-Pokal traf er in jedem der vier Spiele der Rotterdamer, im Match bei US Rumelange, das 12:0 endete, konnte er gleich drei Treffer erzielen. In der Liga kam er auf zehn Treffer in 32 Spielen und war einer der Garanten dafür, dass sich Feijenoord am Ende der Saison auf Platz zwei hinter Ajax erneut für den UEFA-Cup qualifizierte.
Die folgende Saison 1973/74, in der sein ehemaliger Nijmeger Trainer Coerver das Zepter bei dem mittlerweile in Feyenoord umbenannten Club übernahm, wurde eine der erfolgreichsten für den Verein – und die erfolgreichste von Theo de Jong. Mit 16 Toren in den gesamten 34 Ligaspielen hatte er großen Anteil daran, dass Feyenoord nach drei Jahren wieder die Meisterschaft nach Rotterdam holte. Sein Treffer zum 3:2-Sieg über den FC Twente am vorletzten Spieltag, das den Titel sicherte, zählt zu den wichtigsten zehn Toren der Feyenoord-Geschichte. Auch im UEFA-Pokalwettbewerb stand er in allen Spielen auf dem Platz und erzielte dabei vier Tore, auch hier einen sehr wichtigen Treffer mit dem 2:2-Ausgleich in der 85. Minute des ersten Finalspiels an der White Hart Lane gegen Tottenham Hotspur, das den Grundstein für den UEFA-Pokalsieg legte. Drei Wochen später standen de Jong und sechs weitere Feyenoord-Spieler im Kader der Niederländer bei der WM in Deutschland.
Bis 1977 blieb de Jong in Rotterdam, bevor er zu Roda JC nach Kerkrade ging. Hier wurde er ebenfalls eine der Stützen des Teams, mehr als ein fünfter Platz 1979 war jedoch mit Roda nicht im Rahmen des Möglichen. 1981 ging de Jong gemeinsam mit Gerrie Mühren nach Hongkong, wo er zwei Spielzeiten für Seiko Sports aktiv war; hier spielte er unter dem ehemaligen Bondscoach George Knobel unter anderem mit Dick Nanninga und Arie Haan zusammen.
1983 kehrte de Jong in die Niederlande zurück und ließ seine aktive Laufbahn mit einer Saison beim FC Den Bosch ausklingen. Mit dem Eredivisie-Aufsteiger erreichte er den zehnten Platz.

### Stationen als Spieler
- Blauw-Wit Amsterdam (Eerste Divisie, 1966–1970)
- NEC (Eredivisie, 1970–1972) 57 Spiele, 20 Tore
- Feyenoord (Eredivisie, 1972–1977) 163 Spiele, 60 Tore
- Roda JC (Eredivisie, 1977–1981) 125 Spiele, 41 Tore
- Seiko SA Hongkong (1981–1983)
- FC Den Bosch (Eredivisie, 1983/84) 28 Spiele, vier Tore

## Nationalmannschaft
Bondscoach František Fadrhonc wurde auf den Friesen in dessen zweiter Saison in Nimwegen aufmerksam. Am 16. Februar 1972 testete er de Jong in einem Freundschaftsspiel, einem 5:0-Sieg in Griechenland, im zentralen Mittelfeld zwischen Johan Neeskens und Wim van Hanegem. Für das nächste Länderspiel musste de Jong wegen Verletzung absagen, doch nach dem Wechsel nach Rotterdam stand er im August in der Tschechoslowakei wieder in der ersten Elf. Auch im nächsten Match der Elftal, dem WM-Qualifikationsspiel gegen Norwegen, vertraute der Bondscoach auf de Jong, der es ihm beim 9:0 in De Kuip mit seinem ersten Tor in Oranje dankte.
Nach weiteren fünf Einsätzen berief ihn der neue Bondscoach Rinus Michels in den Kader der WM in Deutschland. Während der Endrunde blieb er Ergänzungsspieler. Im Gruppenspiel gegen Bulgarien erzielte er den Treffer zum 4:1-Endstand; im Finale gegen Deutschland wurde er in der 68. Spielminute für Wim Rijsbergen eingewechselt.
Unter Michels’ Nachfolger George Knobel machte de Jong noch die ersten drei Spiele nach der WM mit; sein letzter Einsatz in Oranje war am 9. Oktober 1974 ein Freundschaftsspiel gegen die Schweiz. Insgesamt spielte er 15-mal in der Nationalmannschaft und erzielte dabei drei Tore.

## Trainer
Seine Trainerlaufbahn begann de Jong dort, wo er seine Spielerkarriere beendet hatte: beim FC Den Bosch. 1986 übernahm er von Rinus Israël die Eredivisie-Mannschaft, die er in seiner ersten Saison ins Halbfinale des KNVB-Pokals und auf Platz zehn in der Liga führte. In den folgenden zwei Spielzeiten erreichte die Mannschaft jeweils Platz sieben in der Eredivisie. 1989 wechselte de Jong zum Zweitligisten PEC Zwolle, den er jedoch nicht aus den unteren Regionen der Eerste Divisie herausführen konnte. Der SC Cambuur in seiner Geburtsstadt Leeuwarden war die nächste Station des Trainers de Jong. Er folgte Rob Baan, der den Club aus Friesland nach 28 Jahren erstmals wieder in die Eredivisie geführt hatte, aber ein Angebot des FC Twente annahm. De Jong hielt mit Cambuur auf Platz 14 die Klasse, obwohl der Verein Leistungsträger wie Nico-Jan Hoogma und Michael Mols – beide folgten Baan nach Enschede – abgeben musste. Durch den Aufstieg des SC Heerenveen waren in der folgenden Saison 1993/94 erstmals zwei friesische Vereine gleichzeitig in der ersten Spielklasse. De Jong geriet in der zweiten Spielzeit als Trainer jedoch schnell unter Druck, Cambuur stand trotz Verstärkungen – unter anderem mit dem jungen Jaap Stam – nach fünf Spieltagen noch ohne Punkt am Tabellenende, auch gegen Heerenveen verloren die Leeuwardener. Verpflichtungen weiterer Spieler wie Henny Meijer konnten de Jongs Entlassung im Oktober 1994 nicht verhindern: nur zwei Punkte standen aus zehn Begegnungen zu Buche. Fritz Korbach wurde sein Nachfolger, auch er konnte jedoch die Mannschaft nicht vor dem Abstieg bewahren.
De Jong ging zu Willem II nach Tilburg, wo er als Co-Trainer von Jan Reker arbeitete. Nach dessen Entlassung war er von März 1995 bis März 1996 Cheftrainer der Tilburger, ehe auch er früher als geplant seinen Platz wieder räumen musste. Er wechselte zu De Graafschap, wo er als Scout und Berater arbeitete. Im Sommer 1999 war er beim finnischen Zweitligisten Tervarit aus Oulu, den er in die erste Liga führte. Ende 1999 kaufte de Jongs Unternehmen Theo de Jong Scouting en Consultancy BV die Mehrheit an dem Verein, der damit praktisch den Brüdern Theo und Dick de Jong gehört.
Mehrere Stationen, einige nur für Monate, folgten in den 2000er Jahren. So übernahm er im Oktober 2001 das Cheftraineramt beim Zweitligisten Go Ahead Eagles in Deventer. Als Assistent von Leo Beenhakker war er 2005/06 mitverantwortlich für die WM-Qualifikation der Nationalmannschaft von Trinidad und Tobago, durfte jedoch nicht offiziell mit dem Team nach Deutschland reisen. Als Co-Trainer von Arie Haan war er bei den Nationalmannschaften Chinas, Kameruns und Albaniens sowie beim iranischen Verein Persepolis Teheran, später schloss er einen Vertrag als Assistenztrainer bei Esteghlal Teheran. Beim Steel Azin FC, ebenfalls in Teheran, war er ein halbes Jahr lang Cheftrainer.
Ab der Saison 2008/09 stand er, zunächst neben seiner Tätigkeit als Assistenztrainer bei der albanischen Nationalmannschaft, als Scout bei Willem II unter Vertrag. Im April löste er nach schlechten sportlichen Verlauf Arno Pijpers, der erst im Februar Mark Schenning bzw. Alfons Groenendijk beerbte, ab, um mit Willem den Klassenerhalt zu schaffen. Am Ende rette man sich über die Relegationsspiel und sicherte den Verbleib in der Eredivisie. Im Sommer wurde de Jong dann von Gert Heerkes abgelöst.

### Stationen als Trainer
- FC Den Bosch (1986–89)
- PEC/FC Zwolle (1989–92)
- SC Cambuur-Leeuwarden (1992–Oktober 1993)
- Willem II (1994–März 1996)
- De Graafschap (Berater und Scout 1996–?)
- Tervarit Oulu (1999)
- Go Ahead Eagles (2001–02)
- China (Co-Trainer von Arie Haan, 2003–04)
- Trinidad und Tobago (Assistent von Leo Beenhakker, 2005–06)
- Persepolis Teheran (Co-Trainer von Arie Haan, 2006)
- Kamerun (Co-Trainer von Arie Haan, 2006–07)
- Esteghlal Teheran (Co-Trainer von Samad Marfavi, 2007)
- Steel Azin Teheran (Juni–Dezember 2007)
- Albanien (Co-Trainer von Arie Haan, 2007–09)
- Willem II Tilburg (April bis Juni 2010)

## Erfolge
Mit seinen Vereinen
- UEFA-Pokalsieger 1974 (Feyenoord)
- Niederländischer Meister 1974 (Feyenoord)

Als Nationalspieler
- 15 A-Länderspiele (drei Tore)
- Vizeweltmeister 1974

Als Trainer
- Halbfinale KNVB-Pokal 1987 (FC Den Bosch)
- Platz 7 Eredivisie 1988, 1989 (FC Den Bosch)
- Platz 1 Eerste Divisie und Aufstieg 1993 (Cambuur Leeuwarden)
- Platz 1 Ykkönen und Aufstieg 1999 (Tervarit Oulu)

## Privates
Theo de Jongs Sohn Dave wurde ebenfalls Fußballprofi.